# Eduardo Castelló
Eduardo Castelló Vilanova (* 4. März 1940 in La Vall d’Uixó; † 31. Oktober 2020 ebenda) war ein spanischer Radrennfahrer und nationaler Meister im Radsport.

## Sportliche Laufbahn
Castelló (auch Eduard Castelló i Vilanova) war im Straßenradsport aktiv. Von 1965 bis 1973 war er als Berufsfahrer aktiv. Er begann im Radsportteam Ferrys. Er gewann 1965 das Eintagesrennen Subida a Arrate, 1968 den Gran Premio Munecas Famosa mit einem Tageserfolg, das Etappenrennen Vuelta a los Valles Mineros mit einem Etappensieg sowie eine Etappe der Volta a la Comunitat Valenciana. 1971 gewann er die nationale Meisterschaft im Straßenrennen vor Andrés Gandarias und die Vuelta a Asturias mit einem Etappensieg.
Zweiter wurde Castelló 1969 im Rennen Subida a Arrate, 1972 im Gran Premio Nuestra Señora de Oro sowie in der spanischen Bergmeisterschaft. Dritter wurde er 1971 in der Vuelta a los Valles Mineros.

## Grand-Tours
| Grand Tour            | 1965 | 1966 | 1967 | 1968 | 1969 | 1970 | 1971 | 1972 | 1973 |
| --------------------- | ---- | ---- | ---- | ---- | ---- | ---- | ---- | ---- | ---- |
| Vuelta a EspañaVuelta | –    | 16   | 38   | DNF  | 18   | 13   | 23   | 13   | DNF  |
| Giro d’ItaliaGiro     | –    | –    | –    | –    | –    | –    | –    | –    | –    |
| Tour de FranceTour    | 44   | –    | DNF  | –    | 19   | –    | –    | –    | –    |